# Correntinho
Correntinho é um distrito do município brasileiro de Guanhães, no interior do estado de Minas Gerais. Segundo o censo demográfico de 2022, realizado pelo Instituto Brasileiro de Geografia e Estatística (IBGE), sua população era de 1 963 habitantes e havia 719 domicílios particulares permanentes ocupados. Possui área de 157 km² conforme a Fundação João Pinheiro (FJP). Foi criado pelo decreto-lei estadual nº 1.058 de 31 de dezembro de 1943.
De acordo com o IBGE, em 2010 a população era de 2 148 habitantes e havia 737 domicílios particulares.
Faz divisa com os municípios de São João Evangelista e Virginópolis e sua renda é basicamente a agropecuária e laticínios.